# Пряслице
Пря́слице (или пря́сло, пря́слень) — грузик в форме диска или невысокого цилиндра со сквозным отверстием по продольной оси, применявшийся для утяжеления ручного веретена и крепления пряжи на нём. Пряслица изготавливались из камня, глины, кости. Иногда пряслица делались из кусков стенок битых горшков. Благодаря малым размерам и прочности пряслица хорошо сохраняются, и их нередко обнаруживают при археологических раскопках.
В России пряслица часто находят в составе денежных кладов. Это позволило сделать вывод о том, что они использовались в качестве денег (вероятнее всего, мелкой разменной монеты), особенно в так называемый безмонетный период. В Древней Руси до середины X века пряслица изготавливались из глины и кости. С середины X века широкое распространение в средневековой Руси получили овручские шиферные пряслица, производившиеся из пирофиллитового сланца.
В Китае, согласно одной из версий, именно пряслица стали прообразом первых монет с квадратным отверстием.
На древнерусских пряслицах были обнаружены кириллические надписи. В Старой Рязани (из раскопок В. А. Городцова) — «Молодило», в Великом Новгороде — «Мартыня» (Мартина), в Вышгороде — «невесточь» (невестин) и «Иулиана», в Киеве — «Потворин пряслень» и другие. В Любече найдены пряслица с надписями: «Иванко создал тебе ю одина дщерь» (Иванко сделал её (эту вещь) для тебя, единственная дочь) и «Степанида». В Витебском музее хранится пряслице (конец XI—начало XII века) с надписью: «Бабино пряслене», на болгарском пряслице из Преслава имеется надпись «Лолин пряслень». На пряслице из слоя №7 (XIII век) в Гродно есть знак Рюриковичей и нетипичная надпись «Ги (под титлом) помози рабе своеи и недаи (•)», на пряслице с Замковой горы Гродно сохранилась плохо, допускается чтение «милуй мя», либо «помилуй мя». Известны также пространные нерасшифрованные надписи на славянских биконических пряслицах XI—XIII веков, например, из Белоозера, Волковыска, Гнёздова и Лютежа. На пряслице с одного из селищ Боровского Купалища на Череменецком озере был обнаружен знак (двузубец) Святослава Игоревича. В Рузском районе Московской области найдено пряслице из свинца и остатки инструментов для его изготовления.
- Пряслице (XII—XIII век)[13]
- Китайская монета в форме пряслица